# Bailando por un sueño
Bailando por un sueño é um programa de televisão produzido pela Televisa em 2005. Conduzido por Adal Ramones e Liza Echeverría, teve 2 temporadas de 16 episódios e em 2014 ganhou uma 3ª temporada.

## Temporadas

### Primeira temporada
| Famoso           | Sonhador           | Colocação | Colocação               |
| ---------------- | ------------------ | --------- | ----------------------- |
| Latin Lover      | Mariana Vallejo    |           | Primeiro lugar          |
| Adrián Uribe     | Bethzy Zamorano    |           | Segundo lugar           |
| Ana Layevska     | Juan Muñiz         |           | Terceiro lugar          |
| Patricia Navidad | Víctor Hugo Rivera |           | Eliminados na 6ª semana |
| Carlos Bonavides | Athalia Gímenez    |           | Eliminados na 5ª semana |
| Cynthia Klitbo   | Fernando Rodríguez |           | Eliminados na 4ª semana |
| María Rojo       | Carlos Pastrana    |           | Eliminados na 3ª semana |
| René Casados     | Indira Domínguez   |           | Eliminados na 2ª semana |

### Segunda temporada
| Famoso                    | Sonhador             | Colocação | Colocação               |
| ------------------------- | -------------------- | --------- | ----------------------- |
| Alessandra Rosaldo        | Israel Aquino        |           | Primeiro lugar          |
| Imanol Landeta            | Cinthya Díaz         |           | Segundo lugar           |
| Adriana Fonseca           | Luis Colorado        |           | Terceiro lugar          |
| Galilea Montijo           | Miguel Ángel Monfort |           | Eliminados na 8ª semana |
| Gabriel Soto              | Pamela Marrun        |           | Eliminados na 7ª semana |
| Sylvia Pasquel            | Óscar Ramírez        |           | Eliminados na 6ª semana |
| Pilar Montenegro          | Alfredo Ramírez      |           | Eliminados na 5ª semana |
| Enrique el Perro Bermúdez | Yesenia Hernández    |           | Eliminados na 4ª semana |
| Jorge el Travieso Arce    | Verónica Carrillo    |           | Eliminados na 3ª semana |
| Sergio Mayer              | Jennifer Barcelata   |           | Eliminados na 2ª semana |